# Quarry (Fernsehserie)
Quarry, in Deutschland auch Deckname Quarry, ist eine US-amerikanische Dramaserie des Senders Cinemax. Sie basiert auf Figuren und Motiven der gleichnamigen Krimireihe um einen Auftragskiller von Max Allan Collins, der zu einer Episode auch das Drehbuch verfasste.
Die Pilotfolge der Serie wurde im April 2013 geordert, zu einer Serienbestellung kam es jedoch erst im Februar 2015. Die Ausstrahlung der ersten und einzigen Staffel erfolgte ab 9. September 2016. Im Mai 2017 gab der ausstrahlende Sender bekannt, dass die Serie nach einer Staffel eingestellt wurde.

## Inhalt
Hauptfigur Mac Conway diente als Scharfschütze bei den US-Marines und kehrt 1972 gemeinsam mit seinem Freund Arthur aus dem Vietnamkrieg nach Memphis zurück. Vor dem Flughafen demonstriert eine wütende Menge gegen die Heimkehrer, denn man beschuldigt die Männer, an einem Kriegsverbrechen beteiligt gewesen zu sein. 
Arthur und Mac hoffen, so schnell wie möglich in ihr altes Leben zurückkehren zu können. Doch das Stigma des vermeintlichen Kriegsverbrechens macht es ihnen schwer, einen Job zu finden. 
Ein kriminelles Netzwerk nimmt Kontakt zu den Veteranen auf und bietet ihnen an, die beiden könnten „besondere“ Aufgaben erledigen. Arthur nimmt den Job als Auftragskiller an und kassiert einen Vorschuss für mehrere Aufträge. Mac lehnt zunächst ab. Als Arthur von Mac einen Freundschaftsdienst fordert, geraten beide in die Fänge des Bandenchefs Broker. 
Gleich der erste Auftrag geht schief, Arthur wird erschossen. Broker fordert von Mac die Rückzahlung des Vorschusses. Doch Mac kann das Geld bei Arthur nicht finden und wird gezwungen, die Schulden durch weitere Morde abzuarbeiten.

## Episodenliste
| Nr. (ges.) | Nr. (St.) | Deutscher Titel         | Originaltitel             | Erstausstrahlung USA | Deutschsprachige Erstausstrahlung (D) | Regie         | Drehbuch                         |
| ---------- | --------- | ----------------------- | ------------------------- | -------------------- | ------------------------------------- | ------------- | -------------------------------- |
| 1          | 1         | Leb wohl, grausame Welt | You Don’t Miss Your Water | 9. Sep. 2016         | 5. Dez. 2016                          | Greg Yaitanes | Michael D. Fuller & Graham Gordy |
| 2          | 2         | Tödlicher Deal          | Figure Four               | 16. Sep. 2016        | 12. Dez. 2016                         | Greg Yaitanes | Michael D. Fuller & Graham Gordy |
| 3          | 3         | Flucht aus den Sümpfen  | A Mouthful of Splinters   | 23. Sep. 2016        | 19. Dez. 2016                         | Greg Yaitanes | Michael D. Fuller & Graham Gordy |
| 4          | 4         | Untergetaucht           | Seldom Realized           | 30. Sep. 2016        | 2. Jan. 2017                          | Greg Yaitanes | Michael D. Fuller & Graham Gordy |
| 5          | 5         | Nächtliches Vergnügen   | Coffee Blues              | 7. Okt. 2016         | 9. Jan. 2017                          | Greg Yaitanes | Jennifer Schuur                  |
| 6          | 6         | Aus Mangel an Beweisen  | His Deeds Were Scattered  | 14. Okt. 2016        | 16. Jan. 2017                         | Greg Yaitanes | Max Allan Collins                |
| 7          | 7         | Halloween               | Carnival of Souls         | 21. Okt. 2016        | 23. Jan. 2017                         | Greg Yaitanes | Michael D. Fuller & Graham Gordy |
| 8          | 8         | Quan Thang              | Nuoc Cha Da Mon           | 28. Okt. 2016        | 30. Jan. 2017                         | Greg Yaitanes | Michael D. Fuller & Graham Gordy |

## Kritiken
„Eine besonders komplizierte Geschichte will die neue Cinemax-Serie Quarry nicht erzählen […] Viel eher will das […] Format […] das Psychogramm eines Vietnam-Heimkehrers zeichnen, der in eine teilweise erzwungene, teilweise selbst verschuldete, tödliche Zwickmühle gerät. […] Eingebettet ist dieser Versuch in eine bestechende visuelle Umsetzung […].“

„Den Machern der Serie ist es gelungen, die düstere Story in ausdrucksstarke Bilder zu übersetzen. Nachtszenen erzählen vom gewaltgetränkten Leben einer kriminellen Halbwelt und erinnern nicht nur visuell an die Südstaaten-Serie True Detective. Daneben punktet Quarry mit dem lebendigen Sound des Blues und des Souls.“